# タキーン・アル＝ハザリー
タキーン・アル＝ハーッサ・アブー・マンスール・タキーン・ブン・アブドゥッラー・アル＝ハルビー・アル＝ハザリー（アラビア語ラテン翻字: Takīn al-K̲h̲āṣṣa Abū Manṣūr Takīn b. ʿAbdallāh al-Ḥarbī al-K̲h̲azarī、933年3月16日没）は、ハザール出身のアッバース朝の軍司令官であり、3回にわたりアッバース朝のエジプト総督を務めた人物である。
アッバース朝のカリフのムウタディド（在位：892年 - 902年）の統治下で成長し、将校の一人となる。910年8月にイーサー・アル＝ヌーシャリーの後任としてエジプト総督に任命されたが、914年に起こったエジプトに対するファーティマ朝の侵攻を阻止できなかったためにアッバース朝軍の総司令官のムウニス・アル＝ハーディムによって915年5月に解任され、ズカー・アッ＝ルーミーが後任となった。
919年に起こったファーティマ朝によるエジプトへの2度目の侵攻の最中にズカー・アッ＝ルーミーが死去したことで919年の秋に再びエジプト総督に任命され、920年1月6日にエジプトの首府のフスタートに入った。ムウニス・アル＝ハーディムが率いる軍隊とサマル・アッ＝ドゥラフィーが率いる艦隊による支援の結果、最後のファーティマ朝の軍隊が921年7月8日にファイユーム・オアシスを放棄するとともに砂漠を越えて逃亡したことで、アッバース朝は再びファーティマ朝軍の撃退に成功した。その後、同年7月22日にエジプト総督を解任されたが、その数日後には短期間ではあるものの復帰した。
924年3月もしくは4月に最も長い在任期間となった3度目となるエジプト総督に復帰し、933年3月16日に死去するまでその地位にあった。